# Demon von Athen
Demon von Athen war ein antiker attischer Geschichtsschreiber. Er lebte um 300 v. Chr.
Demon schrieb eine Lokalgeschichte Attikas, in der er der Königszeit breiten Raum gab. Seine Darstellung stieß auf Widerspruch; Philochoros verfasste die Gegenschrift Gegen die Atthis Demons. Weitere Werke Demons waren Über die Mysterien von Eleusis, Über Opfer und Über Sprichwörter. Die erhaltenen Reste der Schriften zeugen von antiquarischem Interesse, doch aus historischer Sicht sind sie wenig ergiebig.

## Textausgaben
- Die Fragmente der griechischen Historiker Nr. 327